# 오구니촌 (시마네현)
오구니촌(大国村)은 시마네현 니마군에 설치되었던 촌이다. 현재의 오다시에 해당한다.